# 남색대문
남색대문(藍色大門, Blue Gate Crossing)은 대만에서 제작된 이치엔 감독의 2002년 드라마, 멜로/로맨스 영화이다. 계륜미 등이 주연으로 출연하였고 슈 샤오밍 등이 제작에 참여하였다.

## 출연

### 주연
- 계륜미
- 진백림
- 양우림

### 조연
- 구정
- 명김성
- 임현능
- 시원개
- 황강풍
- 요원호
- 유지위
- 옹계방
- 구현기
- 단균결
- 장석분
- 진몽훤
- 하소우
- 진서개
- 장숭위
- 진성홍
- 임우림

## 제작진
- 프로듀서: 페기 차오
- 프로듀서: 서병희
- 프로듀서: 슈 샤오밍
- 프로듀서: 장지위
- 조명: 소찬양
- 조감독: 진수옥
- 조감독: 양야체
- 녹음: 두독지
- 음향편집: 수니트 아스비니쿨
- 음향편집: 두독지
- 미술: 하소우
- 분장: 진숙혜
- 헤어: 진숙혜
- 의상: 구형형